# Agostinho, Príncipe Imperial do México
Dom Agostinho, Príncipe Imperial do México (em espanhol: Agustín Jerónimo de Iturbide y Huarte; Valladolid, 30 de setembro de 1807 - Nova Iorque, 11 de novembro de 1866), foi o filho mais velho do primeiro imperador do México, Agostinho I do México. Ele era o herdeiro do Primeiro Império Mexicano e membro da Casa Imperial de Iturbide. Mais tarde na vida, ele serviu como oficial militar na América do Sul e também trabalhou como diplomata para os Estados Unidos Mexicanos na embaixada mexicana nos Estados Unidos e em Londres, depois que sua carreira militar terminou na América do Sul.

## Biografia
Agostinho Jerónimo de Iturbide y Huarte nasceu na cidade de Valladolid no estado de Michoacán na Nova Espanha. Seus pais, Agostinho de Iturbide e Ana María de Huarte y Muñiz, eram aristocratas hispano-bascos e possuíam grandes extensões de terras agrícolas, as duas fazendas de Apeo e Guaracha, bem como mais terras nas proximidades de Quirio. Agostinho teve vários outros irmãos.
Ele passou seus primeiros anos com sua mãe e outros irmãos em suas duas fazendas, pois seu pai estava lutando na Guerra da Independência Mexicana e não estava frequentemente em casa com seus filhos. Eventualmente, ele conseguiu construir uma coalizão militar e política bem-sucedida e conseguiu capturar a Cidade do México em 27 de setembro de 1821, encerrando decisivamente a guerra. Em 19 de maio de 1822, seu pai foi eleito Imperador do México pelo Congresso Mexicano. O jovem Agostinho teria ficado tão tonto que mal conseguiu ficar de pé quando ouviu a notícia da eleição de seu pai como imperador da nova nação.
Apenas três dias depois, em 22 de junho de 1822, o jovem Agostinho foi feito herdeiro do trono com o título de Príncipe Imperial do México, que veio com o estilo de Alteza Imperial e o título honorífico de "Dom". Todos os seus outros irmãos receberam o título de Príncipe ou Princesa do México, com o estilo de Alteza. A nova família imperial mudou-se para o Palácio de Iturbide na Cidade do México, onde Agostinho de Iturbide havia morado antes, quando era Presidente da Regência.
Agostinho de Iturbide foi deposto em 19 de março de 1823 no Plano da Casa Mata, iniciado pelos dois generais Antonio López de Santa Anna e Guadalupe Victoria. Posteriormente, toda a família imperial foi forçada a fugir do país e partiu para a Europa no navio inglês Rawlins, logo após o golpe de estado bem sucedido.

### Pós-monarquia
A família imperial viajou pela primeira vez para Livorno no Grão-Ducado da Toscana, mas acabou sendo forçada a sair pelas autoridades, devido à pressão do rei espanhol. A antiga família imperial mudou-se então relutantemente para o Reino Unido. Aqui, Agostinho frequentou o prestigioso internato católico romano Ampleforth College, localizado em North Yorkshire. Agostinho de Iturbide acabou sendo convencido por facções políticas conservadoras a retornar ao México e Dom Agostinho foi deixado para seus estudos na Inglaterra com alguns de seus irmãos. Agostinho de Iturbide retornou à sua terra natal com sua esposa e dois filhos em 14 de julho de 1824, mas foi capturado e executado pouco depois. Com a morte de seu pai, ele se tornou o Imperador Titular Mexicano e seria um pretendente ao império de seu pai por quarenta anos até que o Segundo Império Mexicano fosse estabelecido sob Maximiliano I do México.

### Amigo de Bolívar
Iturbide completou sua educação no Ampleforth College e recebeu uma carta de recomendação dizendo que ele era "Um bom filho, um bom irmão e um bom patriota que usará suas experiências e riquezas para Deus e para o bem". 
Depois de apenas alguns anos, Dom Agostinho deixou o Reino Unido e viajou para Nova Granada (atual Colômbia e Panamá ), onde conheceu e fez amizade com Simón Bolívar, o líder militar e político da Venezuela. Dom Agostinho foi feito ajudante geral sob Bolívar. Quando o chanceler mexicano reclamou da presença do Príncipe Imperial na América do Sul, Bolívar que queria apenas proteger o jovem e infeliz príncipe, respondeu assim: "Você deve acalmar sua mente com a presença dele, porque ele não competiria pelo trono de seu pai por mil razões". Dom Agostinho acompanhou Bolívar até seus momentos finais de vida e é descrito no relatório oficial sobre a morte do herói: "Bolívar apoiou-se em seu amigo e assistente Iturbide, quando o ajudou a subir as escadas para seu quarto pouco antes do anoitecer ". Em 1831, o Congresso Mexicano declarou que o decreto de banimento da antiga família imperial havia sido revogado e o Príncipe Imperial posteriormente retornou à sua terra natal.

## Vida posterior
Em seu retorno aos Estados Unidos Mexicanos, ele começou a trabalhar como diplomata mexicano. Ele serviu pela primeira vez na embaixada mexicana nos Estados Unidos, cargo que manteria até 19 de março de 1833, e mais tarde seria transferido para Londres, onde ficaria estacionado até 1835. Ele ganhava apenas 3.500 pesos por ano, mas ainda mantinha a grande fortuna acumulada por seu falecido pai. Ele também serviu como voluntário no Papal Zouaves, uma força de infantaria criada para proteger os Estados Papais. Com a eclosão da Guerra Mexicano-Americana, ele decidiu participar da defesa de sua pátria. Durante a Batalha de Padierna, em 19 e 20 de agosto de 1847, assumiu o comando do Celaya Regimento e tentou despertar seus homens com seu famoso grito patriótico: "Comigo meninos! Meu pai é o pai de nossa independência ".
Quando a monarquia mexicana foi revivida como o Segundo Império Mexicano sob Maximiliano I do México, Dom Agostinho desistiu de sua reivindicação ao trono e voluntariamente aprovou o novo imperador; também aprovou o pedido de Maximiliano de adotar dois sobrinhos do Príncipe Imperial, Agostinho de Iturbide y Green e Salvador de Iturbide y de Marzán. Ele permaneceu o chefe da antiga Casa Imperial de Iturbide. Embora Dom Agostinho de Iturbide y Green tenha sido proclamado o novo herdeiro aparente, ele nunca recebeu o título de príncipe imperial de seu tio; isso foi devido a Dom Agostinho ainda estar vivo.

## Morte
Dom Agostinho morreu em 11 de dezembro de 1866 em Nova York. Ele tinha sido uma figura importante em ambas as monarquias imperiais; ele foi amplamente ignorado quando trabalhava para os Estados Unidos Mexicanos, mas ganhou alguma notoriedade ao servir sob o comando de Simón Bolívar. O Príncipe Imperial foi enterrado na Filadélfia ao lado de sua mãe. Muitos membros da antiga família imperial Casa de Iturbide seriam enterrados no mesmo local. Por ter morrido sem nunca se casar ou ter filhos legítimos, seu título de Príncipe Imperial do México foi transferido para Maria Josepha Sophia de Iturbide, filha de Dom Salvador de Iturbide y de Marzán.
Ele teve uma filha ilegítima com Nicolasa Fernández de Pierola, uma mulher de Arequipa, no Peru. A filha, chamada Dona Jesusa de Iturbide, mais tarde se casaria com o proeminente político peruano Nicolás de Piérola (Eles eram primos em primeiro grau). O atual chefe das antigas casas imperiais e do título de Príncipe Imperial do México é o Conde Maximilian von Götzen-Iturbide.

## Decreto
O Soberano Congresso Constituinte Mexicano decretou em 22 de junho de 1822 o seguinte:
- Art. 1°. A Monarquia Mexicana, além de moderada e constitucional, também é hereditária.
- Art. 2°. Consequentemente, a Nação convoca a sucessão da Coroa pela morte do atual Imperador, seu filho primogênito Dom Agustín Jerónimo de Iturbide. A Constituição do Império decidirá a ordem de sucessão do trono.
- Art. 3°. O príncipe herdeiro será chamado de "Príncipe Imperial" e terá o tratamento de Alteza Imperial.
- Art 4°. Os filhos e filhas legítimos de ELE serão chamados de "Príncipes Mexicanos", e terão o tratamento de Alteza.
- Art. 5°. Don José Joaquín de Iturbide y Arreguí, Pai de ELE, é condecorado com o título de "Príncipe da União" e o tratamento de Alteza, durante sua vida.
- Art. 6°. Também é concedido o título de "Princesa de Iturbide" e o tratamento de Alteza, durante sua vida, a Dona María Nicolasa de Iturbide y Arámburo, irmã do Imperador.
  -     - A constituição mexicana deu a coroa a Iturbide, mas também a removeu depois, dissolvendo assim sua monarquia. Se eles querem aceitar a coroa por meios constitucionais, então, eles também têm que aceitar que não há família real, depois que ela foi dissolvida e retirada constitucionalmente, então eles usam ilegivelmente e ilegalmente o nome "Família Real Mexicana, Príncipe Imperial" e podem ser responsabilizados e presos por seus crimes contra o México.

## Títulos e honrarias

### Títulos
- 30 de setembro de 1807 – 19 de maio de 1822: Dom Agustín Jerónimo de Iturbide y Huarte
- 19 de maio de 1822 – 19 de março de 1823: Sua Alteza Imperial, o Príncipe Imperial do México

### Honrarias
- Cavaleiro da Ordem de Nossa Senhora de Guadalupe (1ª classe)
- Cavaleiro da Ordem da Águia Mexicana (classe comum)